# دوبا (منطقه تاریخی)

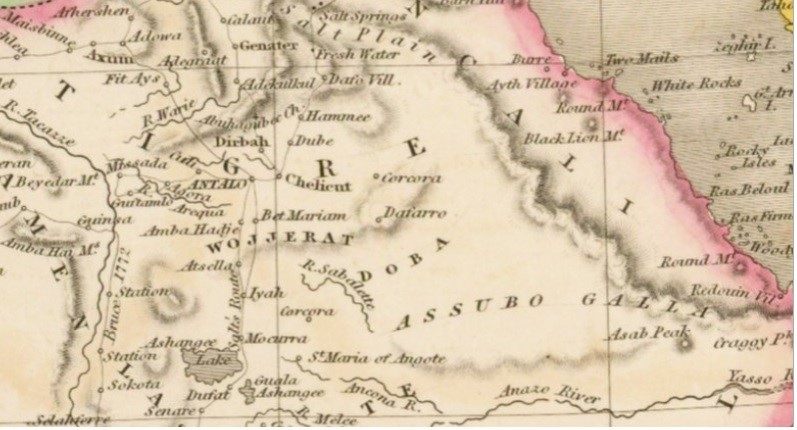
نقشه ۱۸۲۸ از طرف سیدنی هال که ناحیه دوبا را نمایان می کند که با تیگری در شمال و آسوبو گالا (اورومو) در جنوب هم مرز می باشد.

دوبا ( به زبان آمهری : ዶባ) همچنین به نام کشور دوباس نیز مشهور است ، ناحیه ای تاریخی مسلمان در مرکز اتیوپی مدرن بود.  مورخان فصه بره دوبا را با عموم ساهو وابسته می دانند.  عموم دوبا در حال حاضر منقرض شده اند. 

## تاریخچه
دوبا اغلب از طرف دامدار های مشهور به دوبیا دارای جمعیتی بوده.